# Religia w Irlandii

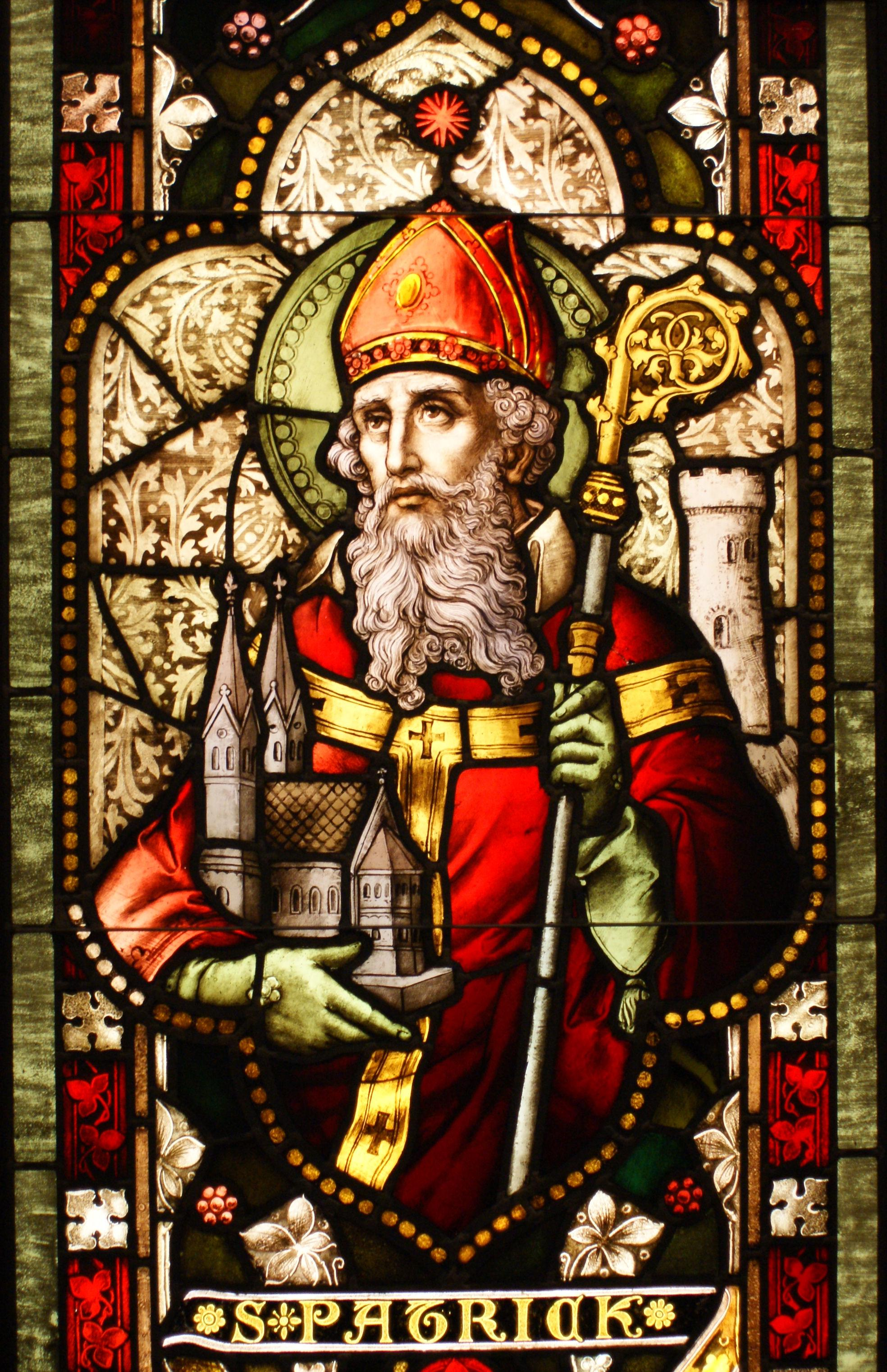
Misjonarz chrześcijański św. Patryk – najbardziej powszechnie uznany patron Irlandii

Dominującą religią w Irlandii według spisu z 2022 roku jest chrześcijaństwo wyznawane przez 76% ludności z dominującym odłamem rzymskokatolickim (69,1% populacji). Inne ważne religie w Irlandii to: islam – 1,6% i hinduizm – 0,7%. 14,8% populacji to bezwyznaniowcy, a 7,1% populacji nie określiła swej przynależności religijnej.
Według sondażu Eurobarometru z 2010 roku odpowiedzi mieszkańców Irlandii na pytania w sprawie wiary były następujące:
- 70% – „wierzę w istnienie Boga”,
- 20% – „wierzę w istnienie pewnego rodzaju ducha lub siły życiowej”,
- 7% – „nie wierzę w żaden rodzaj ducha, Boga lub siły życiowej”,
- 3% – „nie wiem”.

## Chrześcijaństwo

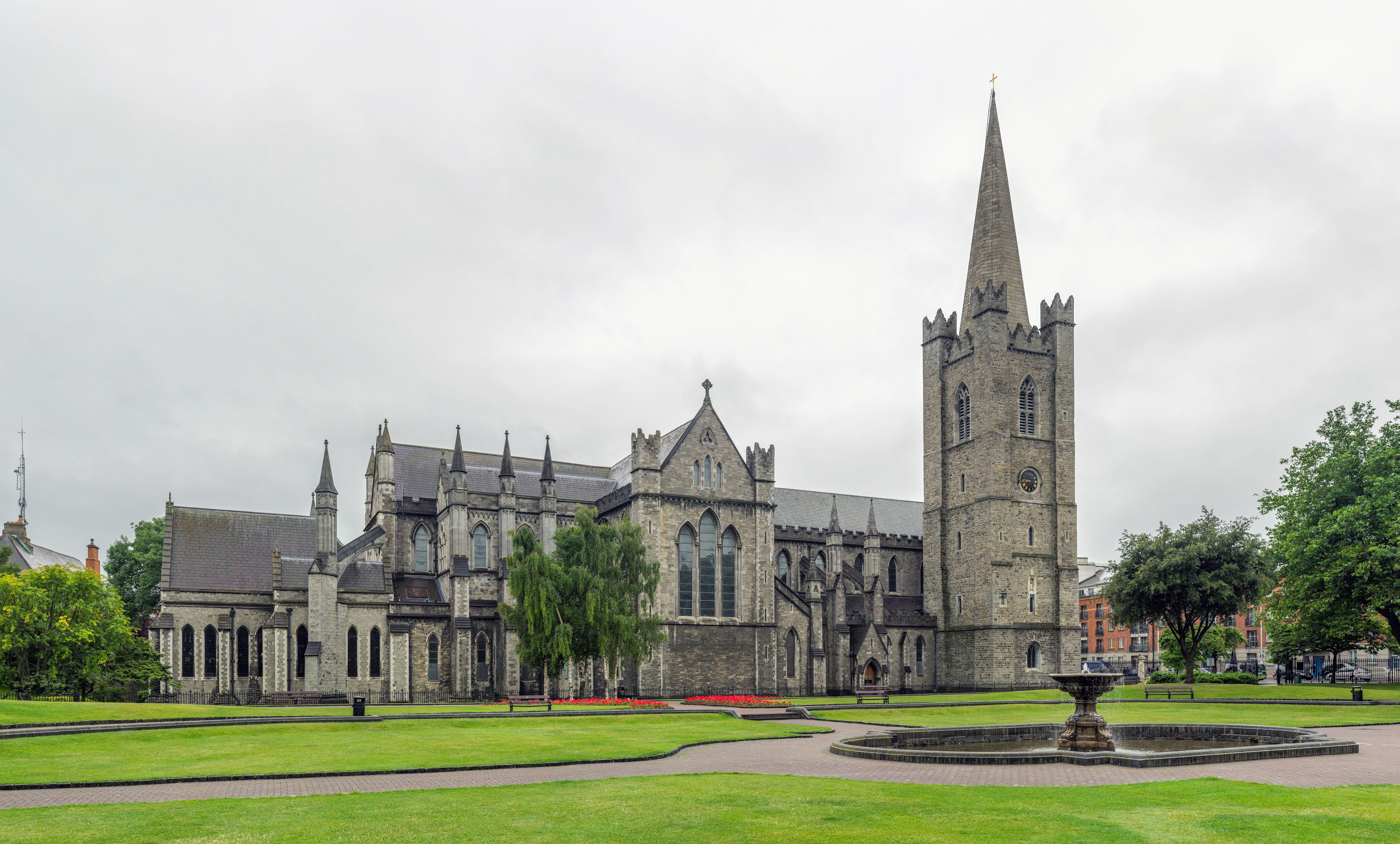
Katedra św. Patryka w Dublinie

Irlandia została schrystianizowana w V wieku przez św. Patryka. Przez kilka następnych stuleci Zielona Wyspa zyskała sobie miano „wyspy świętych”. Z Irlandii wyruszały zastępy misjonarzy ewangelizujących sąsiednią Brytanię i dalsze obszary dawnego zachodniego cesarstwa rzymskiego: dzisiejszą Francję, Niemcy, Szwajcarię oraz Italię. W 1991 roku katolicy stanowili 91% społeczeństwa irlandzkiego, obecnie stanowią 69%. Największy odsetek katolików odnotowano w hrabstwie Mayo, gdzie stanowili oni 80% populacji; tuż za nimi znalazły się Tipperary, Offaly, Roscommon i Galway, z odsetkiem 79%. Najniższy odsetek katolików odnotowano w Dublinie – 53%.
Drugim co do wielkości nurtem chrześcijańskim jest protestantyzm. Nurt kościołów protestanckich obejmuje głównie Kościół Irlandii (2,5%), zielonoświątkowców lub ewangelikalnych (0,5%), prezbiterian (0,46%), a także mniejsze grupy metodystów, luteran, baptystów i innych. 
Trzecią, co do wielkości chrześcijańską grupą wyznaniową w Irlandii, jest prawosławie (2,1%), którego wyznawcy są w większości emigrantami z krajów postsowieckich. Grupa prawosławna (Grecy, Koptowie, Rosjanie) osiągnęła ponad 100 tys. osób, co oznacza wzrost o 65% w ciągu sześciu lat i o 128% w ciągu 11 lat od spisu powszechnego z 2011 r.. 
Obecni są także bliżej nieokreśleni chrześcijanie (0,75%) i świadkowie Jehowy (0,13%). Kościół Jezusa Chrystusa Świętych w Dniach Ostatnich w 2020 roku, twierdzi, że posiada 3985 członków (0,08%). 
Według European Social Survey w 2016 r. 36% dorosłych Irlandczyków uczęszczało do kościoła i 55,3% modliło się co najmniej raz w tygodniu, co daje Irlandii znacznie wyższy wskaźnik religijności niż średnia europejska.
Odsetek obywateli polskich wyznających religię rzymskokatolicką był stosunkowo wysoki i wynosił 70%, a kolejne 15% nie deklarowało żadnej religii. 77% obywateli Irlandii określiło się jako rzymscy katolicy, a 13% jako osoby nie wyznające żadnej religii. Prawie połowa obywateli Indii to hinduiści, a nieco mniej niż jedna czwarta to katolicy.

## Islam
Islam jest najszybciej rozwijającą się religią w Irlandii – wynika z danych Centralnego Biura Statystycznego Irlandii. Liczebność muzułmanów od roku 1991 do 2013 wzrosła ponad dziesięciokrotnie. W 1991 roku odsetek wyznawców islamu w Irlandii wynosił 0,1%, obecnie stanowią 1,62% ludności. Z każdym rokiem, na co wskazują zarówno odsetek narodzin jak i skala emigracji, ich liczba będzie rosła.